# Eusèbe d'Émèse
Eusèbe d'Émèse, né à Édesse vers 300, mort avant 359, évêque d'Émèse, était un théologien anti-nicéen disciple d'Eusèbe de Césarée.
Il était d'origine syriaque mais d'éducation grecque. Après des études en Palestine auprès d'Eusèbe et de Patrophile de Scythopolis, il se rendit à Antioche et Alexandrie pour y parachever ses études. À la première expulsion d'Athanase, il se vit offrir le siège d'Alexandrie, mais refusa, pour recevoir quelque temps après celui d'Emèse. On lui reprocha d'être adepte d'astrologie et il dut abandonner quelque temps son siège, qu'il retrouva grâce à l'intervention de Georges de Laodicée.
Jérôme le considérait comme un Arien (Chron. a 347) mais appréciait son enseignement (Vir. ill. 91), dont il cite de nombreux ouvrages. À côté de nombreux fragments exégétiques, 29 homélies ont subsisté de lui en traduction latine, sur des sujets de doctrine, mais sans insistance sur le vocabulaire technique des luttes théologiques de l'époque, exhortant à suivre la lettre de l'Écriture. Il se contente de rejeter les doctrines extrêmes des Sabelliens et du monarchianisme de Marcel d'Ancyre, ainsi que l'Anoméisme arien, présentant l'unité d'action et de vouloir du Fils avec le Père dans la sainte Trinité, atténuant quelque peu le subordinatianisme d'Eusèbe tout en admettant avec lui la suprématie de la divinité du Père sur celle du Fils. Il apparaît ainsi comme un représentant de l'homoiousisme dans les controverses post-nicéennes sur la consubstantialité du Fils avec le Père.

## Source
- CPG 3525-3543